# Ljuba Tkalčič
Ljuba Tkalčič, slovenska kegljavka, * 1. februar 1953.
Ljuba Tkalčič je ena najsupešnejših slovenskih kegljavk in trikratna svetovna prvakinja, leta 1978 v igri dvojic ter v letih 1982 in 1996 ekipno. Leta 1978 je prejela Bloudkovo plaketo za »tekmovalne dosežke v kegljanju, prva na SP 1978 v dvojicah« in bila izbrana za slovensko športnico leta. Leta 1997 je končala dolgoletno reprezentančno kariero.